# دانشگاه کلارکسن
دانشگاه کلارکسن (به انگلیسی: Clarkson University) یک دانشگاه تحقیقاتی خصوصی است که محوطه اصلی آن در پوتسدام، نیویورک، و برنامه‌های تکمیلی و امکانات تحقیقاتی اضافی در منطقه پایتخت نیویورک و بیکن، نیویورک است. این دانشگاه در سال ۱۸۹۶ تأسیس شد و حدود ۴۳۰۰ دانشجو مشغول تحصیل در مقاطع کارشناسی، کارشناسی ارشد و دکترا دارد. این دانشگاه به‌عنوان دانشگاه‌های دکتری با فعالیت تحقیقاتی بالا (R2) طبقه‌بندی شده‌است.

## تاریخچه
این دانشگاه در سال ۱۸۹۶ با بودجه خواهران توماس اس کلارکسن، کارآفرینان محلی تأسیس شد که به‌طور تصادفی هنگام کار در معدن ماسه سنگ خود در نزدیکی پوتسدام کشته شد. هنگامی که کارگری در خطر له شدن توسط پمپ شل قرار داشت، کلارکسن او را از راه دور کرد و جان خود را به خطر انداخت. کلارکسن توسط پمپ چرخان به دیوار کوبیده شد و صدمات داخلی شدیدی را متحمل شد. او پنج روز بعد درگذشت. خانواده کلارکسن در توسعه چنین معادنی به ثروت زیادی دست یافتند و جزو خانواده نیکوکاران مهم در منطقه پوتسدام بودند.

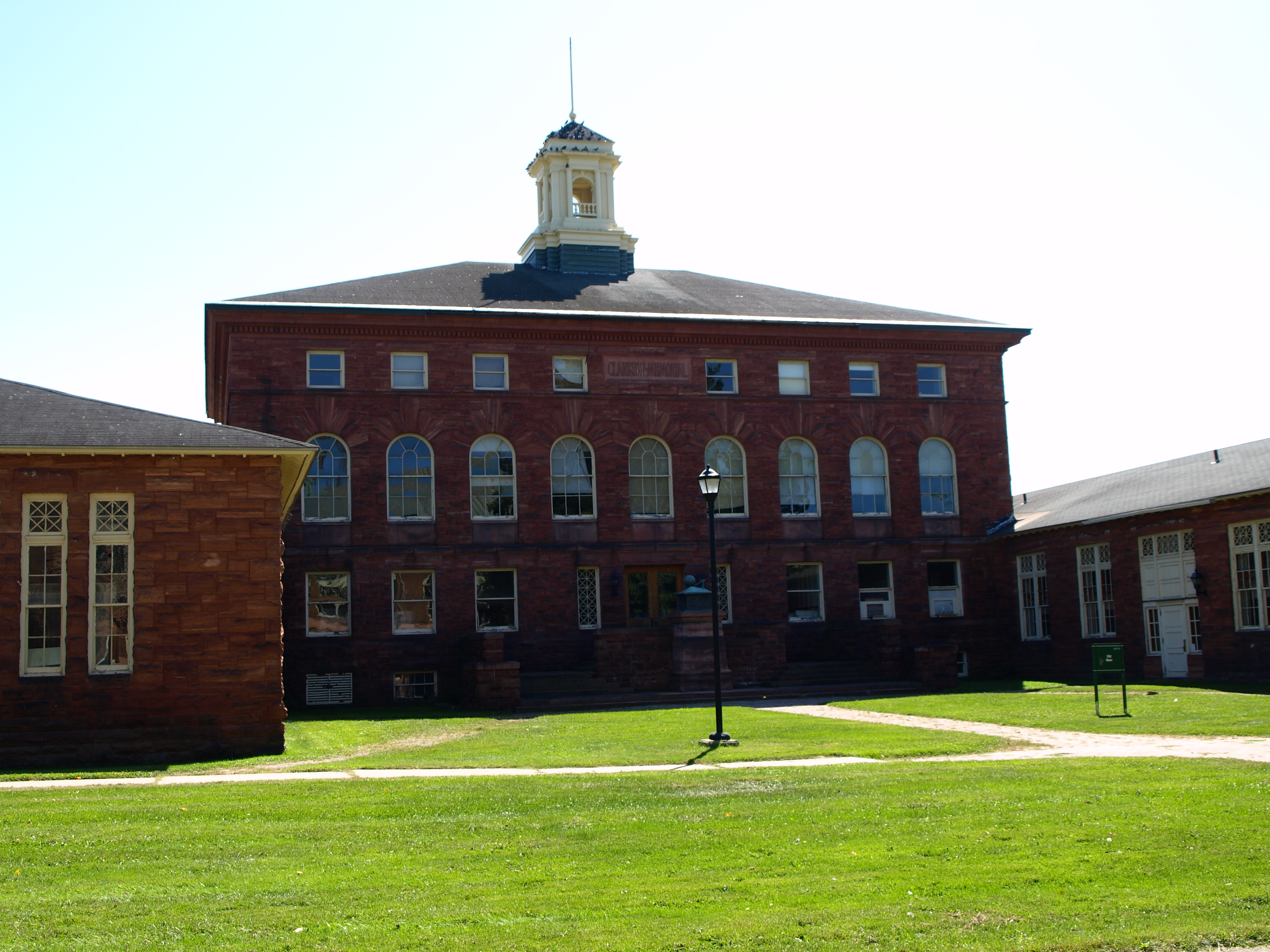
اولد مین، ۲۰۰۹

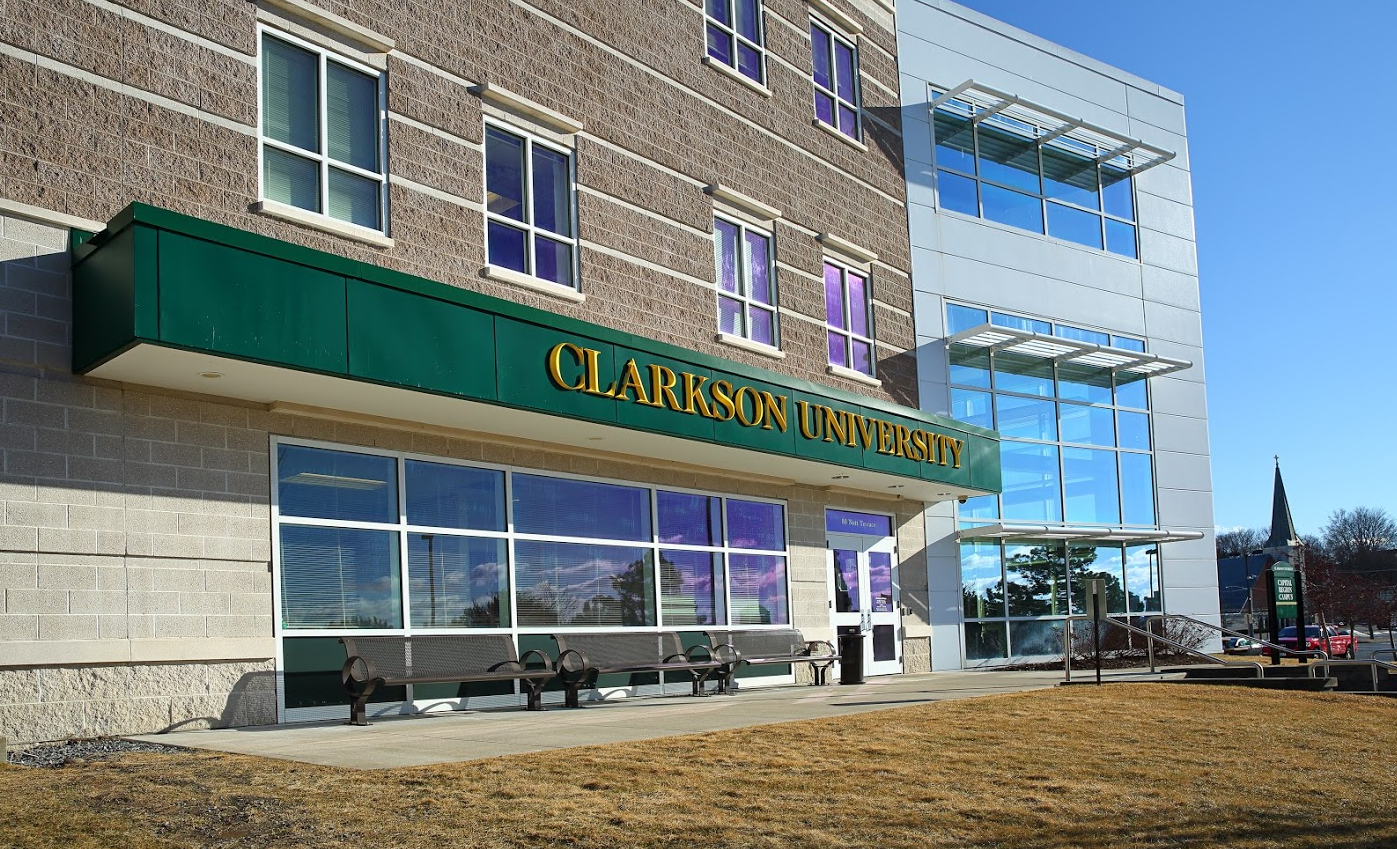
پردیس کپیتال ریجن دانشگاه کلارکسن، ۲۰۱۶

## اطلاعات تحصیلی
بیش از ۵۰ رشته و گرایش در مقطع کارشناسی در دانشگاه موجود است. این دانشگاه همچنین مقاطع کارشناسی ارشد و دکترا را ارائه می‌دهد. این برنامه‌های تحصیلی از طریق دانشکده هنرها و علوم، دانشکده تجارت، مؤسسه محیط زیست پایدار، دانشکده مهندسی، دانشکده علوم بهداشتی ارائه می‌شود.
دانشگاه کلارکسن مرکز پردازش مواد پیشرفته (CAMP) است. مرکز پردازش مواد پیشرفته به توسعه برنامه‌های تحقیقاتی و آموزشی کلارکسن در پردازش مواد با تکنولوژی بالا اختصاص داده شده‌است. تمرکز بر توسعه نوآوری در پردازش مواد پیشرفته و انتقال این فناوری به تجارت و صنعت است. این مرکز از طرف اداره علوم، فناوری و تحقیقات دانشگاهی نیویورک برای تحقیقات و هزینه‌های عملیاتی به عنوان یکی از ۱۴مرکز فناوری پیشرفته (CAT) پشتیبانی می‌شود. علاوه بر این، برای کارهای مرتبط با پردازش مواد پیشرفته، سالانه چندین میلیون دلار از دولت فدرال و صنعت خصوصی دریافت می‌کند.

### رتبه‌بندی
برنامه کارآفرینی دانشگاه کلارکسن یکی از ۱۵ برنامه برتر در کشور بر اساس رتبه‌بندی پرینستون در سال ۲۰۱۵ و رتبه‌بندی مجله کارآفرین در سال ۲۰۱۵ است.
رتبه‌بندی یواس نیوز اند ورلد ریپورت در سال ۲۰۱۹ «بهترین کالج‌های آمریکا» دانشگاه کلارکسن را در ۱۲۵ مؤسسه برتر کشور قرار داد و فهرستی را در لیست «مدارس عالی، قیمتهای عالی» قرار داد.
بر اساس گزارش حقوق دانشگاه کالج ۲۰۱۹ از PayScale Inc. فارغ التحصیلان دانشگاه کلارکسن دارای بالاترین حقوق در کشور هستند

## محوطه دانشگاه
کلارکسن دارای دو پردیس در پوتسدام است - محوطه «مرکز شهر» و پردیس «هیل» - و همچنین پردیس منطقه پایتخت در شنکتادی، نیویورک، و مؤسسه بیکن برای رودها و خورها در بیکن، نیویورک
در طول ۳۵ سال گذشته، کلارکسن پردیس هیل در پوتسدام را به‌طور قابل توجهی توسعه داده‌است. گروه‌های علوم کاردرمانی، فیزیوتراپی و دستیار پزشک در محوطه مرکز شهر واقع شده‌اند. کتابفروشی پردیس در مرکز شهر پوتسدام واقع شده‌است.

### ساختمانهای دانشگاهی

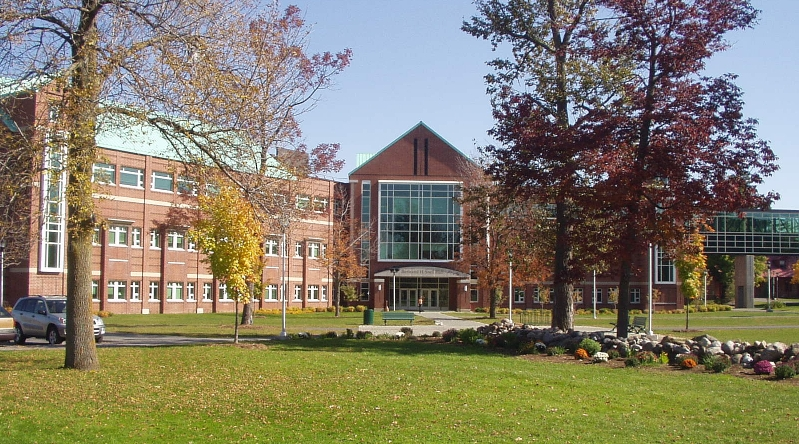
برتراند اچ اسنل هال

- برتراند اچ اسنل هال ("اسنل جدید") - شامل کلاسهای درس و محل مدرسه تجارت و دانشکده هنرها و علوم، همراه با دفاتر گروه علوم انسانی و اجتماعی و گروه ارتباطات و رسانه است.
- مرکز علمی کورا و بیارد کلارکسن - شامل کلاس‌های درس، آزمایشگاه‌های دانشجویی و تحقیقاتی است. خانه گروه کامپیوتر، ریاضی، فیزیک، شیمی و زیست‌شناسی.
- مرکز پیشرفت فناوری (TAC) - شامل دو اتاق کنفرانس/کلاس درس و سه منطقه مطالعه در طبقه دوم است. طبقه اول محل بخش تحقیقات، آزمایشگاه‌ها و دفاتر دانش آموختگان است. این ساختمان همچنین مرکز علوم و ERC را به هم متصل می‌کند.
- مرکز پردازش مواد پیشرفته (CAMP) - شامل کلاسهای درس، آزمایشگاه‌های دانشجویی و تحقیقاتی است.
- آزمایشگاه‌های رولی - متصل به CAMP. شامل چند کلاس درس و آزمایشگاه دانشجویی است. این ساختمان عمدتاً برای تحقیقات استفاده می‌شود.
- مرکز منابع آموزشی (ERC) - شامل کتابخانه کلارکسن، مرکز شغلی، یک منطقه مشترک برای مطالعه فردی و گروهی، مدیریت مسکن مسکونی، ایمنی و امنیت پردیس، خدمات پشتیبانی دانشجویی و مرکز بهداشت دانشجویی. همچنین شامل چند کلاس درس است.

### ساختمانهای مسکونی
- Townhouse Apartments - هر تاون‌هاوس یک آپارتمان چهار نفره با دو اتاق دو نفره و حمام در طبقه بالا است. آشپزخانه و اتاق نشیمن در طبقه اول.
- Riverside Apartments - هر آپارتمان Riverside شامل یک طبقه اول با آشپزخانه و اتاق نشیمن است. طبقه بالا متفاوت است و چهار نفر را در خود جای می‌دهد. دو نفره و یک اتاق خواب دو نفره یا دو نفره.

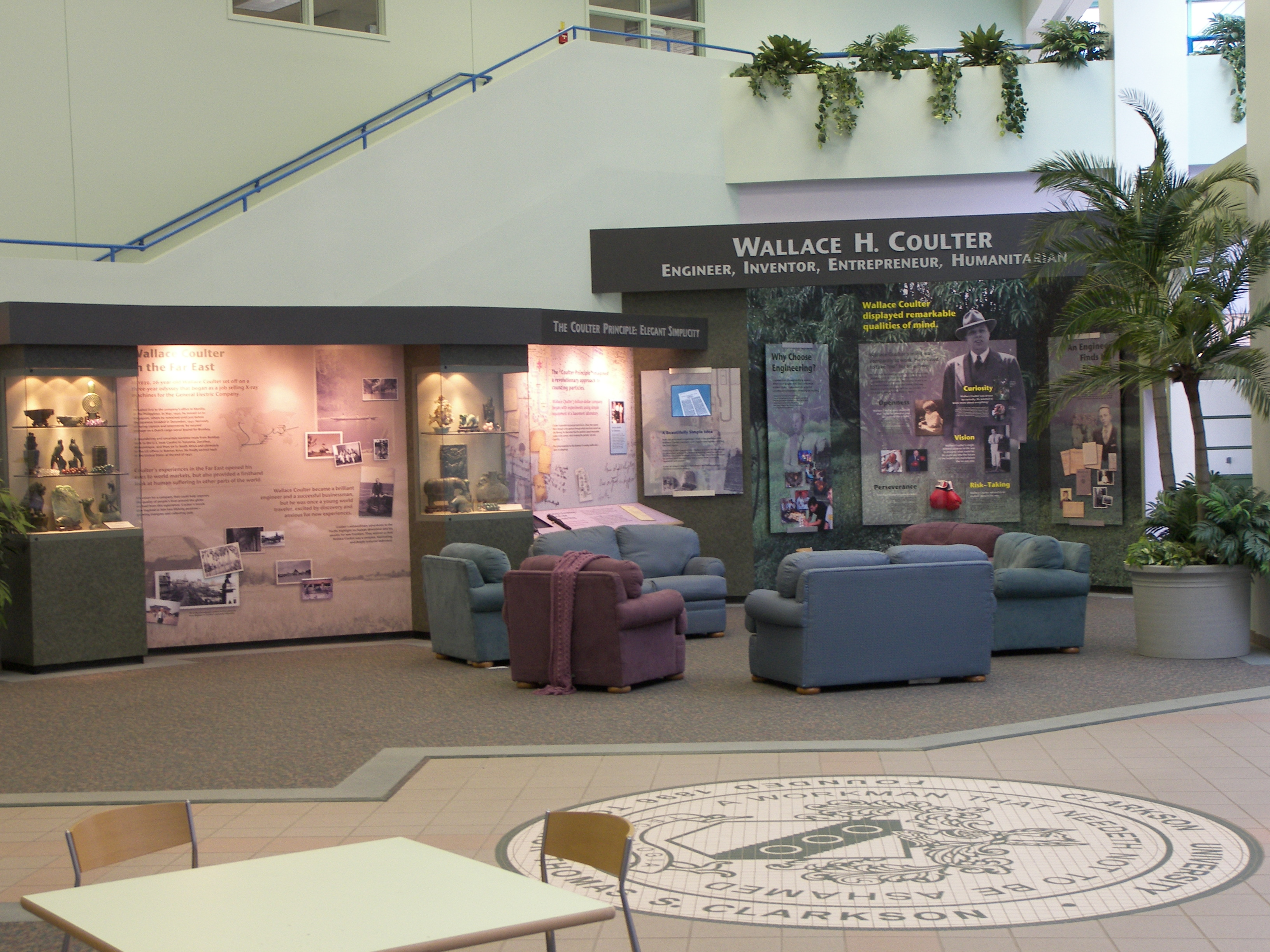
دانشکده مهندسی والاس H. کولتر